# عبدالفتاح بوخریص

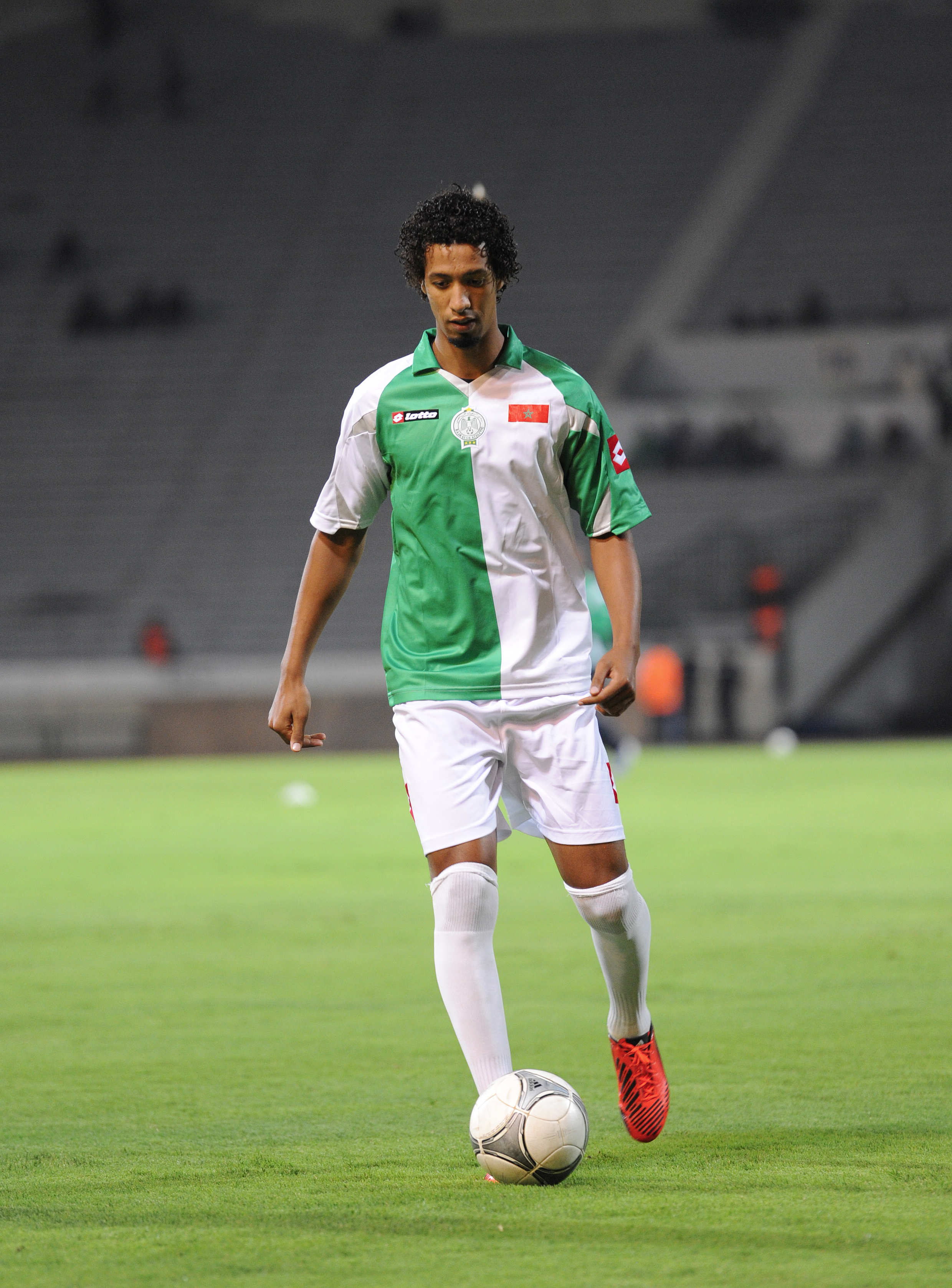
عبدالفتاح بوخریص در سال ۲۰۱۲

عبدالفتاح بوخریص (انگلیسی: Abdelfettah Boukhriss؛ زادهٔ ۲۲ اکتبر ۱۹۸۶) بازیکن فوتبال اهل مراکش است.
از باشگاه‌هایی که در آن بازی کرده‌است می‌توان به باشگاه فوتبال الفتح، باشگاه فوتبال استاندارد لیژ، باشگاه فوتبال الوصل امارات، و باشگاه فوتبال الرجا اشاره کرد.
وی همچنین در تیم ملی فوتبال مراکش بازی کرده‌است.